# Hodgestruktur
Inom matematiken är en Hodgestruktur, uppkallad efter W. V. D. Hodge, en viss algebraisk struktur lik den strukturen som Hodgeteori ger åt kohomologigrupperna av en slät och kompakt Kählermångfald. En blandad Hodgestruktur är en generalisering, definierad av Pierre Deligne (1970). En variation av en Hodgestruktur är en familj av Hodgestrukturer parametriserade av en mångfald, först studerade av P. A. Griffiths (1968). Alla dessa koncept generaliserades vidare till blandade Hodgemoduler över komplexa varieteter av M. Saito (1989).

## Definition

### Definition av rena Hodgestrukturer
En ren Hodgestruktur av vikt n  (n ∈ Z) består av en abelsk grupp HZ och en sammansättning av dess komplexifiering H till en direkt summa av komplexa delrum Hp,q, där p + q = n, med egenskapen att det komplexa konjugatet av Hp,q är Hq,p:
{\displaystyle H:=H_{\mathbf {Z} }\otimes _{\mathbf {Z} }{\mathbf {C} }=\bigoplus \nolimits _{p+q=n}H^{p,q}}
{\displaystyle {\overline {H^{p,q}}}=H^{q,p}.}
En ekvivalent definition fås genom att ersätta sammansättningen i en direkt summa av H med Hodgefiltreringen, en ändlig minskande filtrering av H med komplexa delrumFpH (p ∈ Z) som satisfierar kravet
{\displaystyle \forall p,q\ :\ p+q=n+1\ \ F^{p}H\cap {\overline {F^{q}H}}=0{\text{ and }}F^{p}H\oplus {\overline {F^{q}H}}=H.}
Relationen mellan dessa två beskrivningar är
{\displaystyle H^{p,q}=F^{p}H\cap {\overline {F^{q}H}}}
{\displaystyle F^{p}H=\bigoplus \nolimits _{i\geq p}H^{i,n-i}.}